# Deep Kick
Deep Kick est une chanson de l'album One Hot Minute des Red Hot Chili Peppers. Elle est à la mémoire d'Hillel Slovak, l'ancien guitariste et membre au lycée Fairfax de Los Angeles.
Elle se décompose en 3 parties.
- D'abord chantée par Anthony Kiedis, il commence en parlant, dans un texte évoquant l'addiction à la drogue qu'ils avaient à leur début, mais "que l'amour et la musique les ont sauvés". On entend Flea chanter très bas quelques bribes de phrases et le son monte annonçant la deuxième partie.
- Le chanteur raconte alors ses souvenirs concernant son meilleur ami disparu, dans un rythme rapide, aux mélodies rappelant les premiers albums. La vitesse créée montre l'allure à laquelle allaient les choses à leurs débuts, les concerts multiples, les virées entre amis...
- Enfin le bassiste Flea chante le dernier couplet, qui s'apparente plus à une sorte d'épilogue. Le rythme est plus ralenti, comme pour montrer l'absence due à Hillel.L'ambiance devient alors très triste, la guitare en fond joue des notes fausses alternant graves et aigus, symbolisant le déchirement provoqué par la mort.

Deep Kick est aussi le nom d'un groupe de rock originaire de la ville de Neuchâtel en Suisse.